# Лаганади
Лаганади је насеље у Италији у округу Ређо ди Калабрија, региону Калабрија.
Према процени из 2011. у насељу је живело 245 становника. Насеље се налази на надморској висини од 500 м.

## Становништво
| 1951. | 1961. | 1971. | 1981. | 1991. | 2001. | 2011. |
| ----- | ----- | ----- | ----- | ----- | ----- | ----- |
| 1.222 | 1.060 | 920   | 762   | 617   | 498   | 412   |